# Burgin, Kentucky
Burgin, Kentucky (енгл. Burgin) град је у америчкој савезној држави Кентаки.

## Демографија
По попису из 2010. године број становника је 965, што је 91 (10,4%) становника више него 2000. године.
| Група             | 2000.       | 2010.       |
| Белци             | 812 (92,9%) | 911 (94,4%) |
| Афроамериканци    | 34 (3,9%)   | 27 (2,8%)   |
| Азијати           | 0 (0,0%)    | 0 (0,0%)    |
| Хиспаноамериканци | 6 (0,7%)    | 8 (0,8%)    |
| Укупно            | 874         | 965         |